# Хіть Генрієтта Леонідівна
Генріє́тта Леоні́дівна Хіть (нар. 10 березня 1930, Нальчик) — радянська і російська вчена-антрополог, одна з основоположників антропологічної дерматогліфіки в СРСР і Росії.

## Біографія
Народилася 10 березня 1930 в Нальчику. У 1953 році закінчила Московський Державний Університет ім. М. В. Ломоносова (біолого-ґрунтовий факультет, кафедра антропології). В 1953–1956 роках — аспірантка кафедри антропології. У 1961 році була прийнята в штат Інституту етнографії АН СРСР, де продовжує працювати і понині.

## Наукова діяльність
Головний науковий співробітник Інституту етнографії АН СРСР, кандидат біологічних наук, доктор історичних наук. Сфера наукових інтересів — расова й етнічна дерматогліфіка, вікова морфологія расових ознак. Є одним з основоположників антропологічної дерматогліфіки в СРСР і Росії. Організатор і учасник понад 25 антропологічних експедицій.
Підготувала трьох кандидатів наук.

## Праці
Монографії:
- Хить Г. Л. Дерматоглифика народов СССР. — М.: Наука, 1983. — 280 с. (рос.)
- Хить Г. Л., Долинова Н. А. Расовая дифференциация человечества (дерматоглифические данные). — М.: Наука, 1990. — 204 с. (рос.)

Статті:
- О возрастной динамике расовых признаков у взрослых / Труды института этнографии. — Т. 50, 1960 (рос.)
- Возрастная изменчивость основных расовых признаков во взрослом состоянии / Проблема эволюции человека и его рас. — М., 1968 (рос.)
- Дерматоглифика народов Финляндии и прилегающих областей СССР / Вопросы антропологии. № 32. 1969 (рос.)
- Дерматоглифика финно-угорских народов / Расогенетические процессы в этнической истории. — М., 1974 (рос.)
- Расовая дифференциация населения СССР (соматологический и дерматоглифический аспекты) / Расы и народы. — М., № 5. 1976 (рос.)
- Внутригрупповые связи элементов дерматоглифики и одонтологии / Вопросы антропологии. — № 52, 1976 (в соавт. с Н. И. Халдеевой) (рос.)
- К таксономической оценке уровней дифференциации по признакам дерматоглифики / Современные проблемы и новые методы в антропологии. — Л., 1980. (рос.)
- Дерматоглифическая дивергенция основных расовых ветвей человечества / Расы и народы. — 11, 1981.(в соавт. с Б. Кейта) (рос.)
- Расовый состав населения СССР по материалам дерматоглифики / Расы и народы. 16, 1986 (рос.)
- Дерматоглифика и раса / Расы и народы. Вып. 30. 2004. (рос.)
- Дерматоглифика человеческих рас и популяций: таксономический аспект / На путях биологической истории человечества, Т.1. М., 2002. (рос.)